# スレムスカ・ミトロヴィツァ
スレムスカ・ミトロヴィツァ（セルビア語: Sremska Mitrovica/Сремска Митровица）はセルビアの都市及び基礎自治体でヴォイヴォディナ自治州スレム郡の行政的な中心都市である。サヴァ川の左岸に位置し、2011年現在の人口は市街で37,586人、基礎自治体全体では79,773人であった。ローマ帝国テトラルキア期にはローマ帝国の4つの首都のうちの一つとなり「栄光の母の都市」とも呼ばれ町やその周辺部からヘレンニウス・エトルスクス、ホスティリアヌス、デキウス、クラウディウス・ゴティクス、クィンティッルス、ルキウス・ドミティウス・アウレリアヌス、プロブス、マクシミアヌス、コンスタンティウス2世、グラティアヌスなど多くのローマ皇帝を輩出している。

## 都市名
セルビア語ではスレムスカ・ミトロヴィツァの名で知られるが、ルシン語ではスレムスカ・ミトロヴィツァ（Сримска Митровица） 、クロアチア語ではスリイェムスカ・ミトロヴィツァ（Srijemska Mitrovica）、ハンガリー語ではサーヴァセンデメテール（Szávaszentdemeter）又は単にミトロヴィツァ（Mitrovica）、ドイツ語ではズィルミッシュ・ミトロヴィッツ（Syrmisch Mitrowitz）、ラテン語ではシルミウム（Sirmium）、トルコ語ではディミトロフチャ（Dimitrofça）と表記されたり呼称される。
スレムスカ・ミトロヴィツァの意味は「スレムのミトロヴィツァ」と言う意味でセルビアではコソボを含めてミトロヴィツァの地名がコソヴスカ・ミトロヴィツァやスレムスカ・ミトロヴィツァ内の自治体であるマチェヴァンスカ・ミトロヴィツァなどがある。ミトロヴィツァ自体は4世紀に殉教したキリスト教の聖人である聖デメトリウスのセルビア・クロアチア語名（Свети Димитрије/Sveti Dimitrije）である。ローマ帝国期にはラテン名のシリミウムで呼ばれていた。1180年頃からシィヴィタス・サンクティ・デメトリィ "Civitas Sancti Demetrii" 、ドミトロヴィツァ"Dmitrovica"、ミトロヴィツァ"Mitrovica"と呼称が変わり、最終的に現在のスレムスカ・ミトロヴィツァとなった。

## 歴史

### 古代
スレムスカ・ミトロヴィツァはヨーロッパの都市の中でも最も古い歴史のある町のうちの一つである。人が住み始めた考古学的な発見は紀元前5000年より前に遡る。紀元前500年頃のイオニアの宝石が市街で発見されている。この町をローマ人が支配するようになったのは紀元前1世紀ころで、シルミウムは既に集落が形成されていた。1世紀、シルミウムは属領やローマ市民の地位を得てパンノニアにおいて重要な軍事的、戦略的な場所となった。トラヤヌス、マルクス・アウレリウス・アントニヌス、クラウディウス・ゴティクスなどのローマ皇帝たちは遠征の準備をシルミウムで行った。103年、パンノニアは2つの属州に分割され上パンノニアと下パンノニアとなり、シルミウムは下パンノニアの首都となった。296年、ディオクレティアヌスは新たに分割されたパンノニアの統治を行った。パンノニアは以前の2つの属州から4つの属州に分けられそれぞれ、パンノニア・プリマ（Prima）、パンノニア・ウァレリア（Valeria）、パンノニア・サウィア（Savia）、パンノニア・セクンダ（Secunda）とされた。シリミウムはパンノニア・セクンダの首都となった。293年になるとローマ帝国は分担統治を行うテトラルキアを導入し帝国領を4つに分け、シリミウムはローマ帝国の4つの首都のうちの1つとなった。他の3つはそれぞれ現在のトルコのイズミットであるニコメディア、イタリアのミラノであるメディオラヌム、ドイツのトリーアであるアウグスタ・トレウェロルムである。テトラキアが始まった時のシリミウムに赴任した皇帝はガレリウスであった。318年道制 (en) が施行されイリュリクム (en) の首都となった。4世紀からはキリスト教の中心として重要な地となっておりシリミウム主教の本拠となる。4世紀後半になるとゴート族が支配するようになり後に東ローマ帝国に併合される。441年にはフン族が襲来し征服しておりその後約1世紀以上にわたり東ゴート族、ゲピド族など様々な蛮族の手にあった。短期間であったがゲピド族の王国の中心となりクニムンド王（Cunimund） (en) は金貨を鋳造している。567年以降、シリミウムは東ローマ帝国に再び取り込まれる。582年にはアヴァールに征服され、この出来事により古代後期のシリミウムの歴史は終焉した。6世紀頃の豪華な金のアヴァールの工芸品であるベルトが近隣で発見されている。

### アヴァール支配以後から中世、近世、20世紀初めまで
2世紀以上にわたりシリミウムがどのような状況であったかは明らかではない。8世紀、シリミウムはフランク人の王国に属していた。ブルガリア帝国の一部となる9世紀になると再びシルミウムの歴史的な役割は増えることになり、ポペ・エイドリアン2世は聖メトディオスのシリミウム大主教の称号を与えた。ブルガリア人によってシリミウムでのキリスト教の伝統は復活している。11世紀、第二次ブルガリア帝国の皇帝・サムイルの臣下であるセルモン公（Constantine Diogenes）の支配下となった。その後、1018年に再び東ローマ帝国に含まれハンガリー王国との間で領有が争われた。この間、シリミウムにはシルミウム・テマが置かれておりシリミウムはその中心であった。1180年、東ローマ帝国が破れるとハンガリー王国の支配下となる。1451年になると町はセルビア人領主ジュラジ・ブランコヴィッチ (en) の領有となる。
1521年にオスマン帝国の支配下なり以後、2世紀にわたりその支配下にあった。オスマンの旅行家エヴリヤ・チェレビによればミトロヴィツァはボスニアのサンジャクのベグである フスレヴ＝ベグ（Husrev-bey）によって征服され、ディミトロフチャと改称された。16世紀半ばから町の住民のほとんどはムスリムであった。1566年、1569年の統計では592人のムスリムと30人のキリスト教徒の住居があったとされたが、1572年の統計では598人のムスリムと18人のキリスト教徒の住居となっている。1573年の記録では町には17のモスクがあり教会はなかった。オスマン支配期のスレムスカ・ミトロヴィツァはシルミア最大の居住地でありシレム・サンジャクが置かれオスマン行政の拠点とされた。1718年になるとハプスブルク君主国がスレムを支配下に置くとムスリムからセルビア人やクロアチア人、ドイツ人移住者に置き換わって行った。1765年の記録では人口は809人おりそのうち514人はセルビア人で290人はカトリック教徒であるとされる。スレムスカ・ミトロヴィツァはハプスブルクの軍政国境地帯の一部となった。1848年から1849年の一年間はスルプスカ・ヴォイヴォディナ (en) としてセルビア人の自治地域になったが直ぐに軍政国境地帯の行政下に戻された。1881年に軍政国境地帯が廃止されるとスレムスカ・ミトロヴィツァはオーストリア＝ハンガリー帝国内のスラヴォニア王国 (en) セレーム県に含まれた。1910年の統計によれば、人口は12,909人を数えそのうち4,878人はセルビア語話者、3,915人はクロアチア人、2,341人はドイツ人であったとされる。市街地を含まない自治体全域では32,012人おり、27,022人はセルビア語話者、2,324人はドイツ人、1,071人はクロアチア人であった。

### 第一次世界大戦後
1918年にオーストリア＝ハンガリー帝国が終焉を迎えると新たにスロベニア人・クロアチア人・セルビア人国が成立した。1918年11月24日にシルミアのルマの会議でミトロヴィツァを含むシルミアのほぼ全域をセルビア王国に組み込むことを決め続いて12月1日にスロベニア人・クロアチア人・セルビア人国になった。1918年から1922年にかけてスレムスカ・ミトロヴィツァはセレーム県の一部となり1922年から1929年にかけてはシルミアオブラスト、1929年から1931年まではドリナ州、1931年から1941年まではドナウ州となった。
第二次世界大戦時に枢軸国とクロアチア独立国の軍隊が町を占領し、町の名前もクロアチアのミトロヴィツァを意味するフルヴァツカ・ミトロヴィツァ（Hrvatska Mitrovica）と改称された。ナチの傀儡政権であるクロアチア独立国の中でも大きな死の強制収容所がスレムスカ・ミトロヴィツァにあり1万人以上のセルビア人やユダヤ人、反ファシストの人々が犠牲となった。 1944年、町は新たにユーゴスラビア社会主義共和国のヴォイヴォディナ自治州の一部となり1945年からはユーゴスラビア内のセルビア社会主義共和国となった。ユーゴスラビアの各共和国が独立後の1992年から2003年まではユーゴスラビア連邦共和国となりモンテネグロとの連邦解消後はセルビアの一部となる。

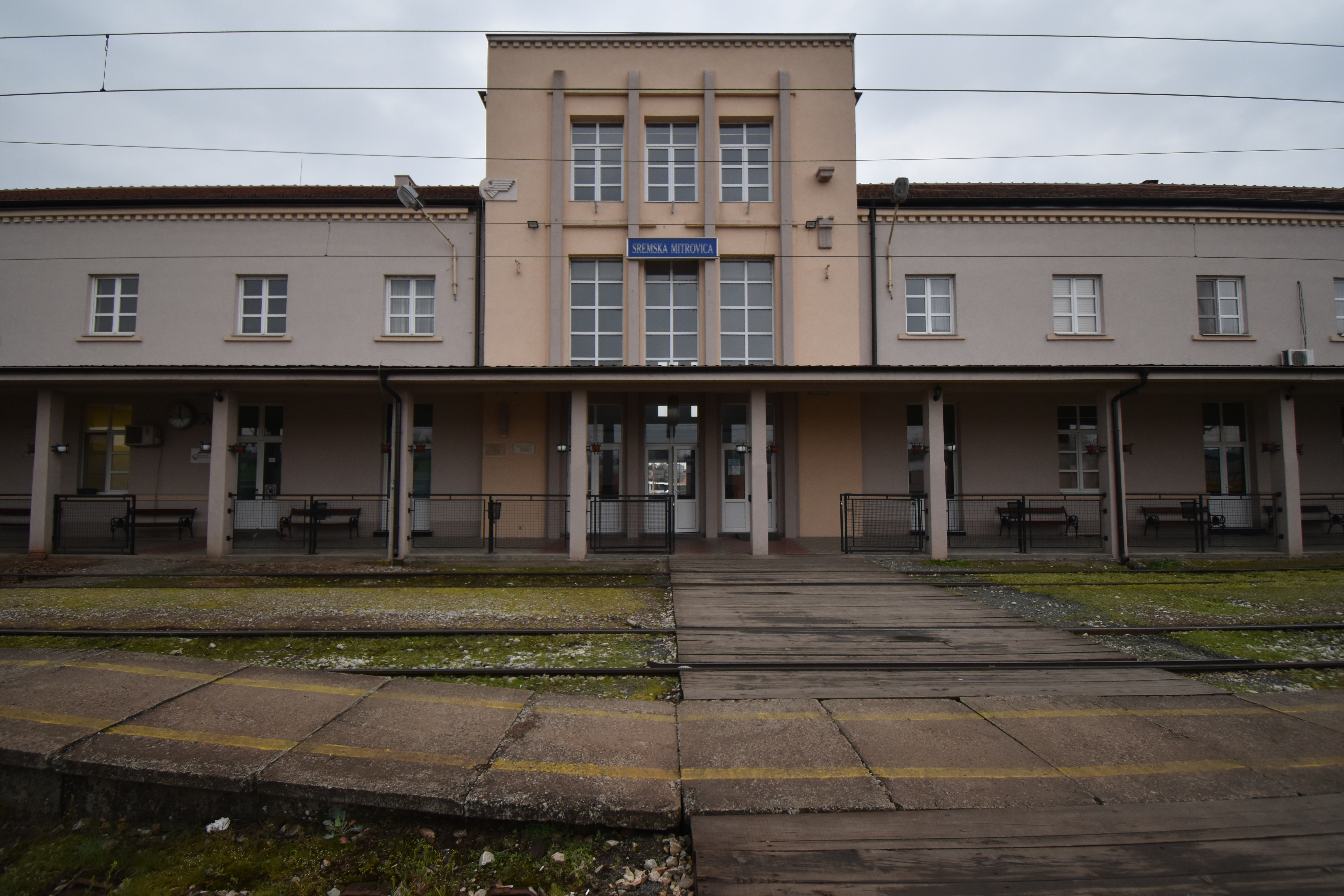
スレムスカ・ミトロヴィツァ駅

## 地区

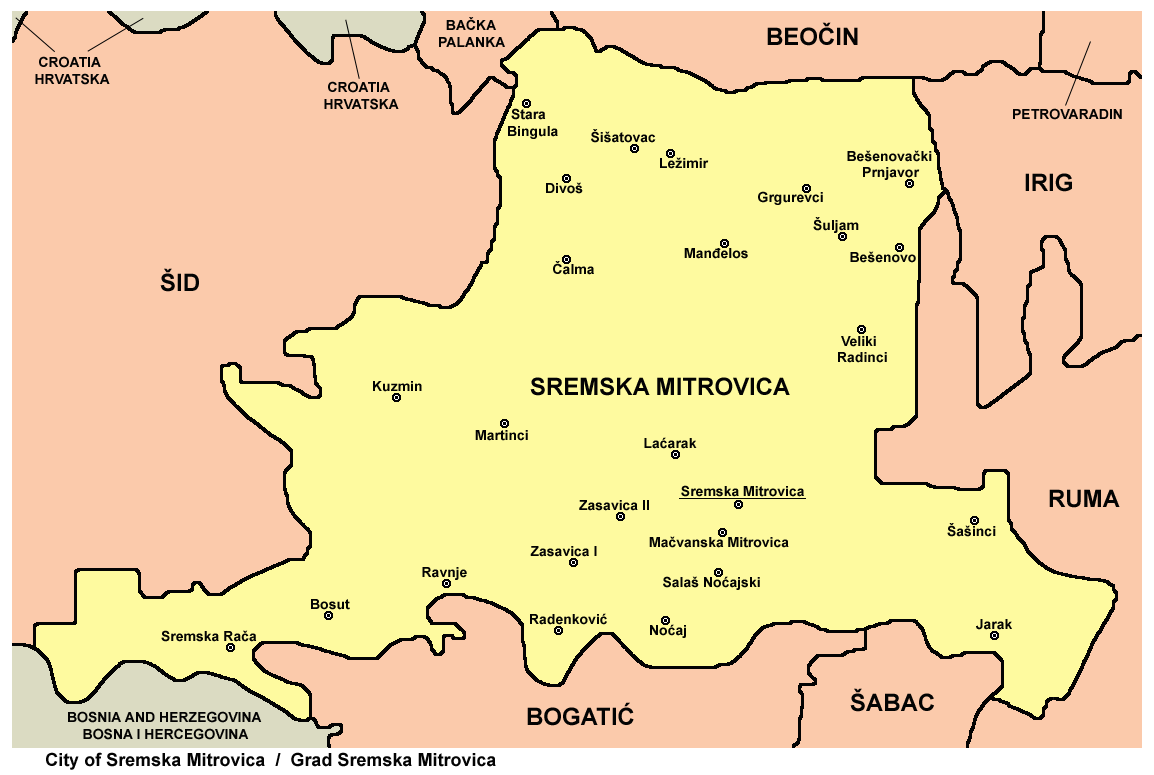
スレムスカ・ミトロヴィツァ自治体の地域

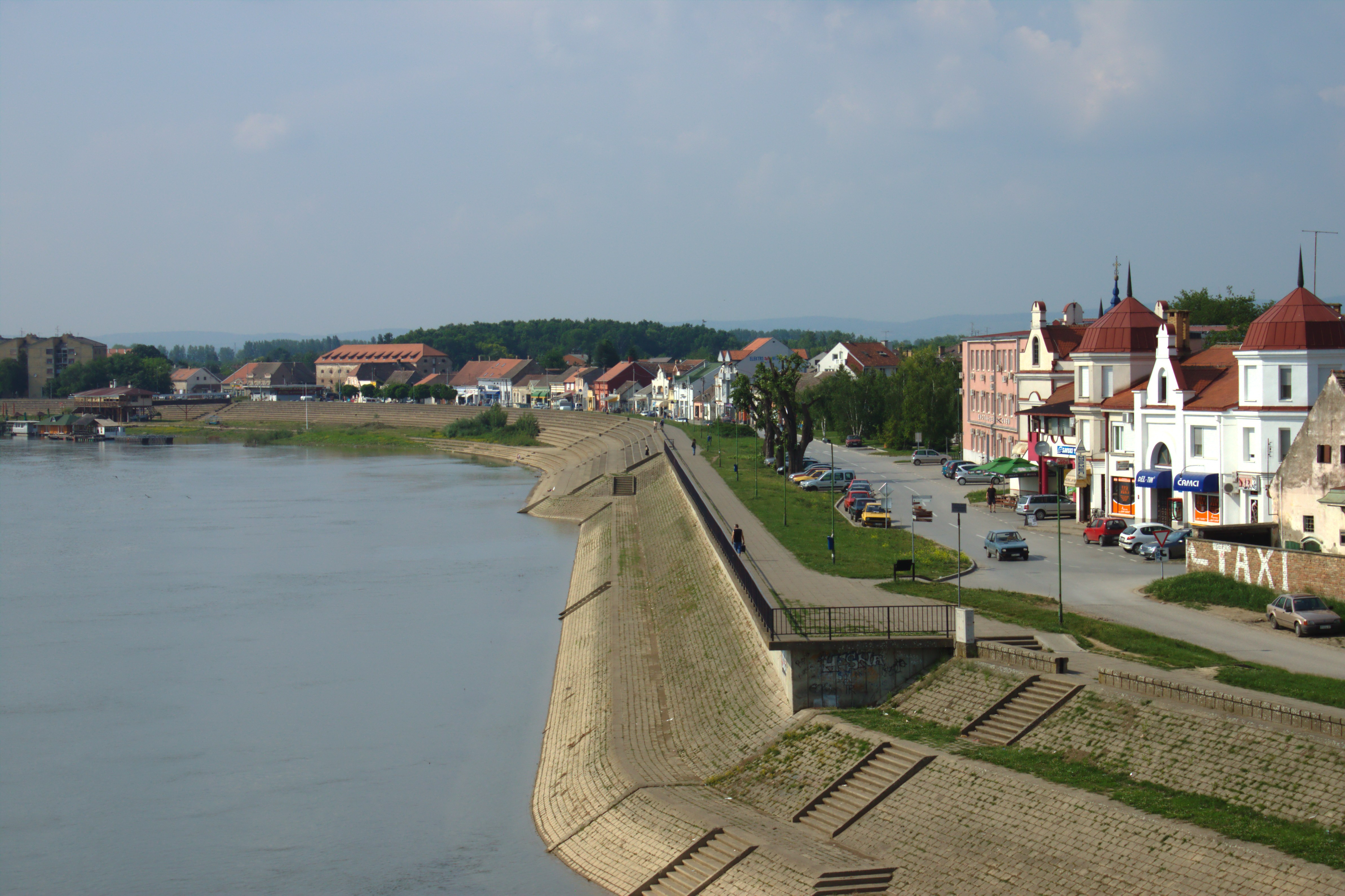
サヴァ川の流れ

スレムスカ・ミトロヴィツァ自治体にはスレムスカ・ミトロヴィツァ市部も含まれマチェヴァンスカ・ミトロヴィツァの町や近隣の村も含まれている。サヴァ川北岸はスレム地方に含まれる。
- Bešenovački Prnjavor
- Bešenovo
- Bosut
- Veliki Radinci
- Grgurevci
- Divoš
- Jarak
- Kuzmin (Sremska Mitrovica)
- Laćarak
- Ležimir
- Manđelos
- Martinci
- Sremska Rača
- Stara Bingula
- Čalma
- Šašinci
- Šišatovac
- Šuljam

サヴァ川南岸はマチェヴァ地方に含まれる。
- Noćaj
- Ravnje
- Radenković
- Salaš Noćajski
- Zasavica I
- Zasavica II

## ゆかりの人物

### 古代
- マルクス・アウレリウス・アントニヌス, ローマ皇帝 (161-180)
- マクシミヌス・トラクス, ローマ皇帝 (235-238)
- ヘレンニウス・エトルスクス, ローマ皇帝 (251)
- ホスティリアヌス, ローマ皇帝 (251), シリミウム出身
- デキウス, ローマ皇帝 (249-251), シリミウム近郊出身
- クラウディウス・ゴティクス, ローマ皇帝 (268-270), シリミウム出身、ダルマチア出身の説も。
- クィンティッルス, ローマ皇帝 (270),シリミウム出身
- ルキウス・ドミティウス・アウレリアヌス, ローマ帝国 (270-275),シリミウム出身
- プロブス, ローマ皇帝 (276-282), シリミウム出身
- マクシミアヌス, ローマ皇帝 (285-310), シリミウム近郊出身
- ガレリウス, ローマ皇帝 (305-311)
- コンスタンティヌス2世
- コンスタンティウス2世, ローマ皇帝 (337-361), シリミウム出身
- グラティアヌス, ローマ皇帝 (367-383), シリミウム出身
- テオドシウス1世, ローマ皇帝 (378-395)、シリミウムに赴任
- レオンティオス,東ローマ帝国皇帝 (426)　など

### 現代
- ブラニスラヴ・イヴァノヴィッチ - サッカー選手
- デヤン・ミロヴァノヴィッチ - サッカー選手
- マルコ・ペトコヴィッチ - サッカー選手
- ミロスラヴ・ボゴサヴァツ - サッカー選手
- アレクサンドラ・ツルンチェヴィッチ - バレーボール選手